# Вестерхевер
Вестерхевер (њем. Westerhever) општина је у њемачкој савезној држави Шлезвиг-Холштајн. Једно је од 132 општинска средишта округа Нордфризланд. Према процјени из 2010. у општини је живјело 129 становника. Посједује регионалну шифру (AGS) 1054150.

## Географски и демографски подаци
Вестерхевер се налази у савезној држави Шлезвиг-Холштајн у округу Нордфризланд. Општина се налази на надморској висини од 0 метара. Површина општине износи 13,3 km². У самом мјесту је, према процјени из 2010. године, живјело 129 становника. Просјечна густина становништва износи 10 становника/km².